# مايكل جيفري شابيرو
مايكل جيفري شابيرو (بالإنجليزية: Michael Jeffrey Shapiro)‏ هو ملحن أمريكي، ولد في 1 فبراير 1951 في بروكلين في الولايات المتحدة.